# Simtek S951
Vous lisez un « article de qualité » labellisé en 2013.  Il fait partie d'un « thème de qualité ».
Chronologie des modèles (1995)
Simtek S941 Aucun
La Simtek S951 est la seconde et dernière monoplace de Formule 1 de l'écurie britannique Simtek, engagée dans le cadre du championnat du monde de Formule 1 1995. Conçue par l'ingénieur britannique Nick Wirth, directeur général, directeur technique et fondateur de l'écurie, la S951 est initialement destinée au Japonais Hideki Noda, en provenance de l'écurie Larrousse, et au Néerlandais Jos Verstappen, placé chez Simtek par le patron de Benetton Formula, Flavio Briatore, qui fournit gratuitement en contrepartie à l'écurie des boîtes de vitesses. L'Italien Domenico Schiattarella, troisième pilote de l'écurie, remplace finalement Noda dès le début de la saison en raison du désistement des partenaires financiers de Noda à la suite du séisme de Kōbe survenu en janvier 1995.
Considérée comme une évolution de la Simtek S941 de la saison précédente, la S951 se révèle être plus compétitive que sa devancière, Jos Verstappen parvenant régulièrement à se qualifier en milieu de grille et à rivaliser avec les écuries de milieu de peloton en course.
Au Grand Prix de Monaco, Nick Wirth révèle que son écurie a accumulé plus de 6 millions de livres de dettes, notamment à cause du désistement des commanditaires d'Hideki Noda et d'un partenaire de l'écurie n'ayant jamais versé le moindre centime. Simtek déclare forfait pour la manche suivante, au Canada, puis fait faillite. Les monoplaces sont vendues dans le cadre de la liquidation des actifs et participent par la suite à des championnats historiques et à des exhibitions.

## Contexte et développement
Après une première saison, en 1994, marquée par la mort du pilote autrichien Roland Ratzenberger lors des essais du Grand Prix de Saint-Marin, Simtek est menacée par des problèmes financiers, son commanditaire principal, la chaîne de télévision américaine MTV, réduisant sa participation financière tout en restant sponsor-titre de l'écurie : en effet, MTV propose d'accorder plus de temps d'antenne à l'écurie lors des Grands Prix, qui est ensuite vendu aux autres commanditaires de l'écurie moyennant une importante somme d'argent. Russell Athletic et Barbara MC, deux autres soutiens de l'écurie présents dès 1994, prolongent leur partenariat pour la saison 1995 tandis que Nick Underwood devient directeur des opérations commerciales de l'écurie.
Le manque d'expérience malgré une saison de présence en Formule 1, et la faiblesse de sa structure, sont préjudiciables à l'équipe de Nick Wirth. Peu après l'accident fatal de Roland Ratzenberger, les difficiles conditions de travail des petites écuries débutantes à faible budget comme Simtek sont pointées du doigt par les spécialistes de la discipline. Il est révélé que Simtek doit composer avec un faible effectif de seulement dix-neuf employés, ce qui entraîne un surmenage des mécaniciens. D'autre part, ceux-ci doivent accepter un salaire bien moindre que dans les autres écuries, ainsi Simtek ne peut attirer que le personnel le moins compétent ou le moins aguerri du paddock. De plus, le manque de budget ne permet pas toujours de procéder à la maintenance ou au renouvellement des pièces d'usure ou des pièces endommagées. Il peut donc arriver qu'un élément endommagé lors d'un accrochage ou d'une sortie de piste ne soit pas systématiquement remplacé,.
Peu avant le début de saison, Simtek, dont l'effectif est désormais porté à trente-sept employés,, essuie un coup dur lorsque David Brabham, le fils du triple champion du monde Jack Brabham, qui soutient l'équipe depuis ses débuts et autour duquel la monoplace a été développée, la quitte pour s'engager avec BMW en championnat britannique des voitures de tourisme.
En février 1995, Simtek signe un partenariat financier avec l'entreprise horlogère allemande Glashütte Original, qui souhaite « célébrer ses 150 ans » en s'associant à la Formule 1, discipline exigeante et de haute technologie. Glashütte Original est en fait une toute nouvelle société, fondée en 1994, à la suite de la privatisation et du démantèlement du conglomérat est-allemand VEB Glashütter Uhrenbetriebe, fondé en 1951 à partir des manufactures horlogères de Glashütte dont A. Lange & Söhne (qui elle, fondée en 1845, a 150 ans). Heinz W. Pfeifer, directeur de Glashütte Original, veut faire connaître sa nouvelle marque tout en l'associant à l'héritage et aux valeurs des manufactures horlogères de Glashütte grâce à une nouvelle campagne publicitaire mondiale. Il déclare ainsi : « Via Simtek, nous allons faire découvrir le nom de notre société à de nombreuses personnes à travers le monde entier. Il est important d'inclure le Japon, un de nos principaux marchés d'exportation. Par une heureuse coïncidence, il s'agit du pays d'Hideki Noda ». Nick Wirth annonce qu'il est « ravi d'ajouter le nom d'une société aussi respectée à une liste croissante de sponsors venant épauler les bailleurs de fond de l'année précédente ».
Le mois suivant, Korean Air, la troisième compagnie aérienne de fret mondiale, qui a sponsorisé l'écurie pour les deux dernières courses de la saison passée, annonce la prolongation de ce partenariat pour 1995 lors d'une conférence de presse, à Londres, en compagnie des dirigeants de l'écurie, du président de la République de Corée du Sud Kim Young-sam et de Richard Needham, le ministre britannique du commerce. À cette occasion, Nick Wirth déclare : « Je suis bien évidemment ravi de cet accord qui prouve que nous sommes déjà traités avec suffisamment de respect pour attirer un important partenariat international. »

## Création de la monoplace

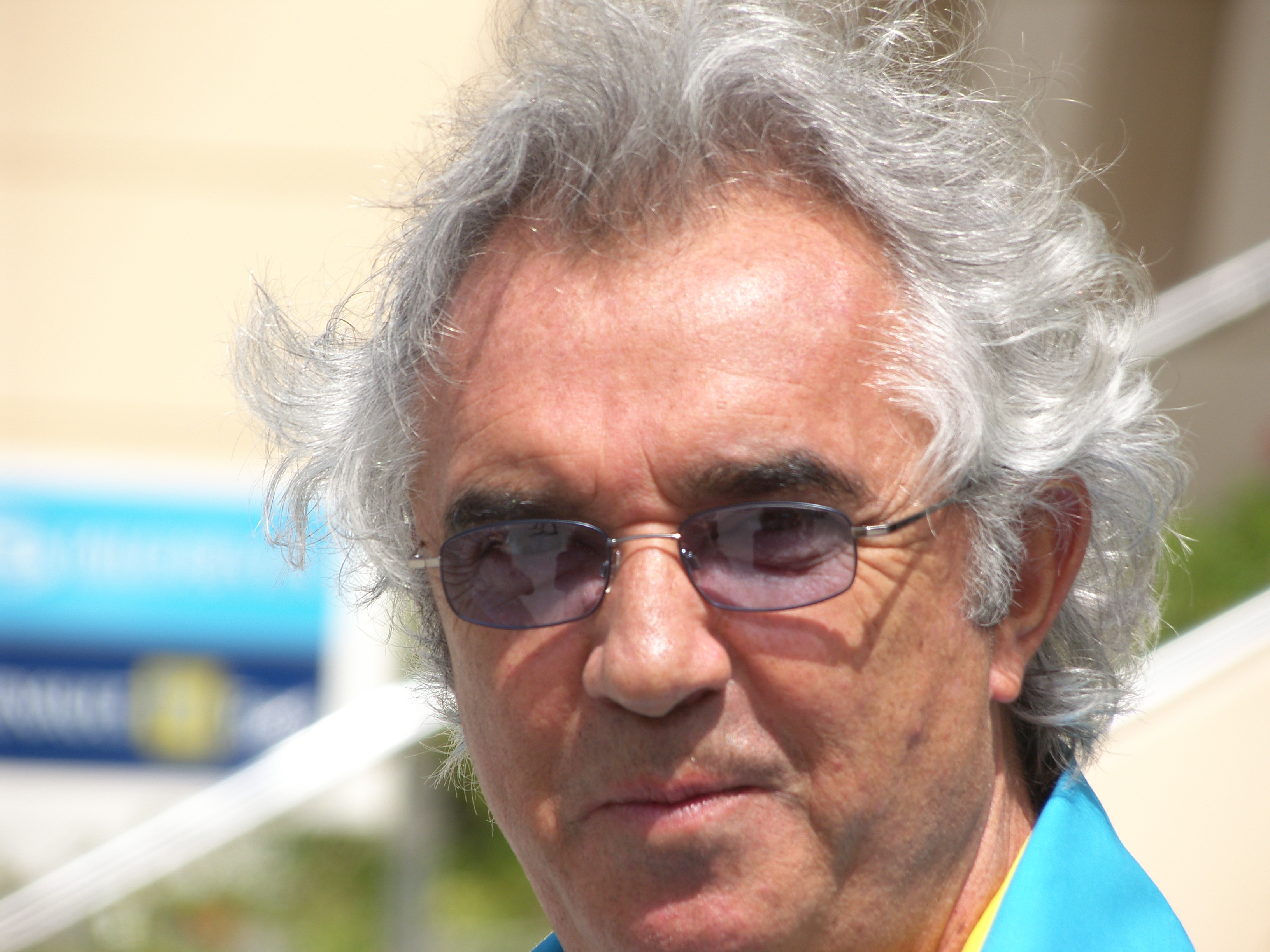
Flavio Briatore, patron de Benetton et agent du pilote Jos Verstappen, place son poulain chez Simtek en échange d'une fourniture gratuite de boîte de vitesses.

La Simtek S951 est conçue par Nick Wirth, propriétaire et directeur technique de l'écurie, avec l'aide de Paul Crooks, designer en chef de Simtek Research. La monoplace est l'évolution directe de sa devancière, la Simtek S941. Elle est mue par un moteur client acheté à Ford-Cosworth. Ce bloc V8 EDB, d'une cylindrée de 2 994 cm3, développe 630 chevaux à 13 200 tours par minute ; si sa maintenance est peu coûteuse, il accuse un déficit de puissance de 90 chevaux par rapport au moteur V10 Renault RS7 des écuries de haut de grille Benetton Formula et Williams F1 Team,,,.
La S951 se distingue de sa devancière par une architecture plus conventionnelle, la S941 se caractérisant par son museau court et une suspension avant aux triangles très rapprochés. Elle arbore désormais des structures latérales déformables intégrées dans la partie inférieure des pontons et coiffées de deux flaps horizontaux. Le poids de la monoplace est passé de 520 à 595 kilogrammes pour satisfaire à la nouvelle réglementation technique et l'empattement, réduit de 80 millimètres, est de 2 800 mm. La voie avant a, en outre, été allongée de deux millimètres, passant à 1 700 mm tandis que la voie arrière en a gagné dix, passant à 1 610 mm. La coque de la monoplace est construite par la Société nationale des poudres et des explosifs (SNPE),.
Les freins à disque en carbone de la monoplace sont fournis par la société Brembo Industries et le carburant, fourni par Elf Aquitaine, est stocké dans un réservoir souple d'une capacité de 90 litres. La principale nouveauté technique de la S951 est sa boîte de vitesses semi-automatique transversale fournie gratuitement par l'écurie Benetton Formula dirigée par Flavio Briatore en échange d'un baquet pour le pilote néerlandais Jos Verstappen. En effet, Briatore, qui cumule les postes d'agent de pilotes et de directeur de l'écurie, doit composer avec le remplacement de son poulain comme pilote-titulaire chez Benetton par Johnny Herbert et son contrat de management dont une clause l'oblige à engager Verstappen pour un nombre minimal de courses. L'Italien ne voit ainsi en Simtek que des avantages : en échange d'un partenariat technique, il remplit ses obligations envers Verstappen tout en lui permettant de s'aguerrir sans pression au sein d'une écurie de fond de grille,,.
La Simtek S951, dont la conception a pris du retard, faute de budget, est présentée le 16 mars 1995, quelques heures avant que le matériel de l'écurie ne soit envoyé au Brésil pour le premier Grand Prix de la saison, organisé une semaine plus tard et lors duquel elle fait son premier roulage,. Néanmoins, Simtek espère marquer ses premiers points afin d'attirer de nouveaux commanditaires dont le soutien financier permettrait d'envisager plus sereinement l'avenir de l'écurie britannique.

## Choix des pilotes

### Jos Verstappen

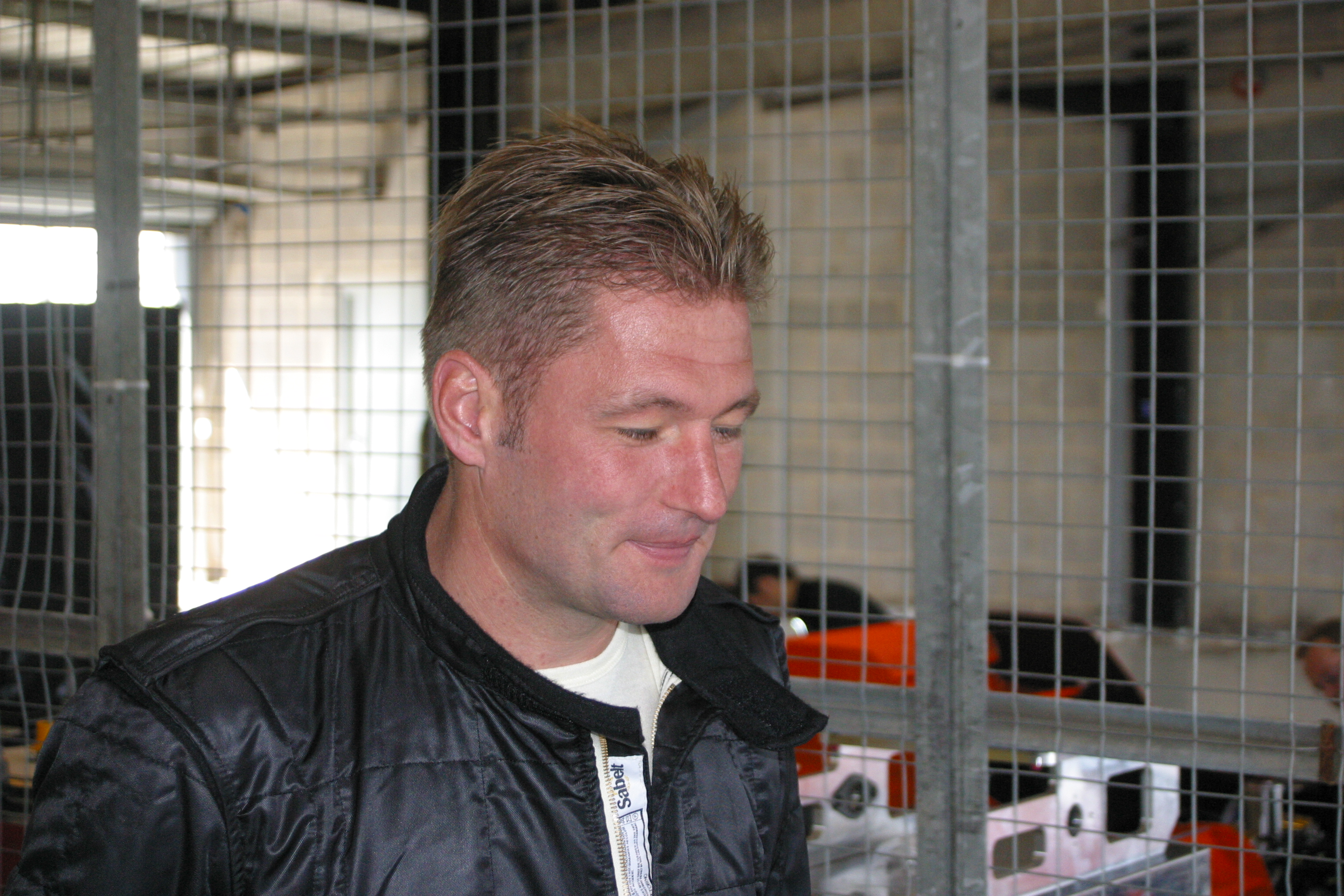
Jos Verstappen (ici en 2005) dispute sa deuxième saison de Formule 1 au sein de l'écurie Simtek.

La première S951 est confiée au Néerlandais Jos Verstappen, dont le recrutement est annoncé le 16 février 1995. Après avoir été sacré champion de Hollande et du Benelux de Formule Opel en 1992, puis champion d'Allemagne de Formule 3 en 1993, il est recruté par Flavio Briatore, son manager, pour épauler Michael Schumacher chez Benetton Formula. Après seulement deux Grands Prix où il se distingue par de nombreuses sorties de pistes, il est remplacé par le Finlandais Jyrki Järvilehto, avant de revenir à partir du Grand Prix de France.
S'il monte deux fois sur la troisième marche du podium, en Hongrie puis en Belgique, il ne termine pas la saison. Johnny Herbert effectue, au Grand Prix d'Europe, une pige pour Ligier, dont Briatore est le propriétaire et, au volant d'une monoplace qu'il ne connaît pas, se qualifie en septième position, devant son coéquipier Olivier Panis et Verstappen (onzième et douzième). En se classant huitième de la course, il convainc Briatore de l'engager au sein de Benetton pour les deux dernières courses de la saison et pour la saison 1995,,.
Pour la saison 1995, Verstappen doit se contenter d'un rôle de pilote-essayeur pour Benetton. Comme Briatore, avec qui il reste lié par un contrat de management, lui doit encore plusieurs courses, il est placé chez Simtek pour poursuivre son apprentissage de la discipline en contrepartie de la fourniture gratuite d'une boîte de vitesses semi-automatique fournie par Benetton,,.

### Hideki Noda

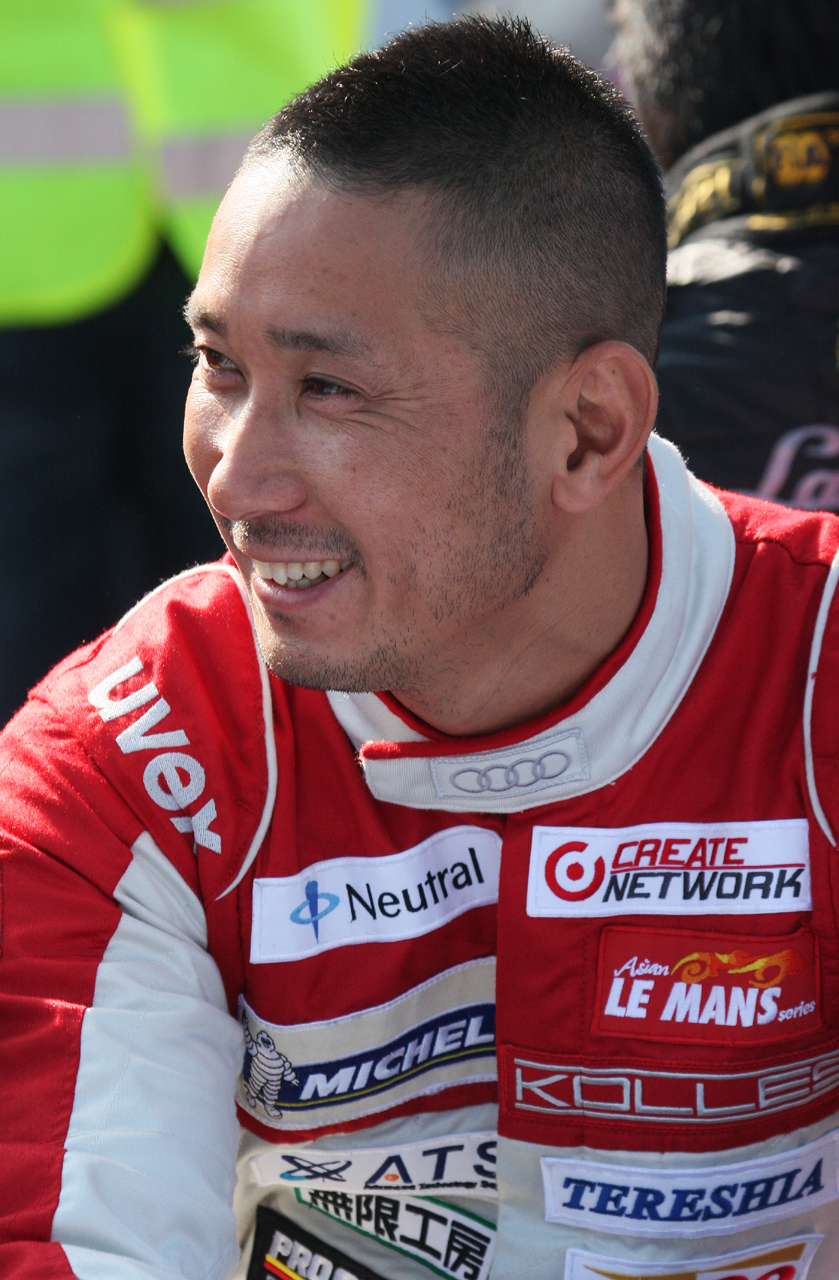
Hideki Noda, malgré un budget de complément, ne sera jamais titularisé par Simtek.

La seconde Simtek S951 est réservée à Hideki Noda. Le Japonais est engagé par Simtek car il dispose, via Tenoras, son commanditaire personnel, d'un budget de complément. Arrivé en Europe en 1989 après avoir participé au championnat du Japon de Formule Ford puis au championnat du Japon de Formule 3, il s'engage en GM Opel Lotus Euroseries en 1989 puis en championnat de Grande-Bretagne de Formule 3 en 1990. L'année suivante, il devient le premier pilote japonais à s'imposer en Europe, sur le circuit de Donington Park. En 1992, il intègre le championnat international de Formule 3000 où il n'obtient pas de résultats probants, jusqu'en 1994, où il est appelé par l'écurie française Larrousse à disputer les trois dernières courses de la saison 1994 de Formule 1, qui se soldent toutes par un abandon,. Au moment de son engagement par Simtek, Nick Wirth déclare que l’équipe est « ravie de travailler avec Hideki », un pilote « très prometteur » selon lui. Hideki Noda déclare de son côté : « j'ai été très impressionné par les réalisations de l'écurie l'an dernier et je crois que nous allons avoir ensemble un bel avenir en Formule 1 ».

### Domenico Schiattarella
Le poste de troisième pilote de l'écurie est destiné à l'Italien Domenico Schiattarella, champion de Formule Ford 2000 italienne en 1987. Il s'engage l'année suivante en championnat d'Italie de Formule 3 où il obtient le titre de rookie of the year (meilleur débutant de la saison). Deux ans plus tard, il obtient ses deux premiers podiums dans la discipline puis devient vice-champion en 1991 grâce notamment à ses deux victoires,.
En 1992, Schiattarella dispute le championnat de Formule 3 sudaméricaine puis revient à la Formule 3 européenne en 1993. L'année suivante, après avoir participé à deux manches du championnat américain de CART, son agent sportif lui obtient un contrat de deux courses en Formule 1 pour remplacer Jean-Marc Gounon. Il dispute donc les Grands Prix d'Europe et d'Australie 1994 chez Simtek, déjà en difficultés financières. Dominé par son coéquipier, David Brabham, Schiattarella est toutefois conservé par l'écurie en 1995 mais désormais au poste de pilote remplaçant,.

### Titularisation de Schiattarella aux dépens de Noda
À la suite du séisme de Kōbe survenu le 17 janvier 1995, Tenoras, le commanditaire personnel de Noda doit revoir à la baisse son soutien financier. Un mois plus tard, un accord est toutefois trouvé entre Simtek et ses trois pilotes. Verstappen, bien que recruté le plus tardivement, est de fait titularisé puisqu'il permet à Simtek de disposer d'une boîte de vitesses moderne ; Schiattarella, qui a déjà couru l'année précédente et participe au développement de la monoplace, est jugé plus apte que Noda pour la faire débuter en course et dispute la première partie de saison ; Noda, à la condition d'apporter dès le début de saison l'ensemble de ses liquidités disponibles, reçoit l'engagement de Simtek d'une titularisation pour la seconde moitié de la saison,,.

## La Simtek S951 en course

### De grands progrès malgré les difficultés de l'écurie

#### Grand Prix du Brésil
La Simtek S951 se rend au Brésil, lieu du premier Grand Prix de la saison, sans avoir effectué d'essais préalables de déverminage. Les deux châssis sont assemblées à la hâte dans les stands d'Interlagos et, alors que l'ensemble des équipes termine le montage de ses monoplaces, Nick Wirth contient avec peine son impatience et sa colère dans les paddocks car il n'a pas encore reçu les extincteurs de bord de ses monoplaces or, sans cet équipement de sécurité, les S951 ne peuvent pas prendre la piste,,. La première séance d'essais libres se déroule le lendemain vendredi, de 9 h 30 à 11 h 15 et les deux S951 n'y sont pas admises, les extincteurs manquant toujours,.

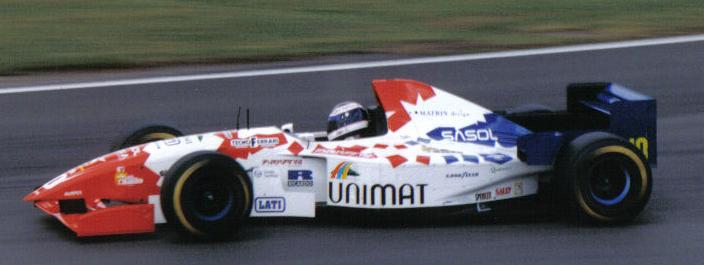
Malgré un abandon dès le début de la course, Jos Verstappen démontre les progrès de Simtek depuis 1994 en dominant la Footwork FA16, une monoplace de milieu de grille.

Seul Jos Verstappen peut participer à la première séance de qualification, disputée sous la pluie le vendredi après-midi, la monoplace de Schiattarella n'étant toujours pas totalement réglée. Verstappen ne boucle que quatre tours de circuit et tourne en 2 min 01 s 610 quand Damon Hill fixe le meilleur tour en 1 min 20 s 081,,.
Le lendemain, les deux monoplaces prennent part aux essais libres, sur une piste mouillée s'asséchant peu à peu. Verstappen, vingt-quatrième temps de la séance, tourne en 1 min 39 s 403 et Schiattarella, vingt-et-unième, en 1 min 36 s 687 alors que le meilleur temps de la session est établi en 1 min 23 s 607 par Michael Schumacher. Les S951 sont les monoplaces les moins véloces du plateau : 260,8 km/h pour Schiattarella et 262,7 km/h pour Verstappen en vitesse maximale ; les monoplaces de l'écurie novice Forti Corse tournent aux environs de 270 km/h et la meilleure vitesse de pointe est établie par Damon Hill à 294,5 km/h.
L'après-midi, sur une piste sèche, quasiment tous les pilotes améliorent leurs performances de la veille. Jos Verstappen tourne en 1 min 26 s 323 et, à plus de 6 secondes de la pole position de Damon Hill, obtient la vingt-quatrième position sur la grille de départ. Schiatarella commet une erreur de pilotage et tape fort le muret. Sa monoplace est fortement endommagée et il doit se qualifier avec celle de son coéquipier. En 1 min 28 s 106, à huit secondes de la pole position, il réalise le dernier temps des qualifications,.
Le lendemain, l'écurie ne dispute pas la séance d'échauffement (warm up), les deux pilotes de l'écurie britannique attendant des nouveaux composants de suspension arrivant du Royaume-Uni pour être montés sur les Simtek S951 endommagées la veille.
En course, grâce à un bon départ, Verstappen s'empare de la dix-septième place à l'issue du premier tour tandis que son coéquipier est vingt-quatrième. Schiattarella ne parvient à lutter qu'avec la Forti de Pedro Diniz et abandonne au douzième tour en raison d'un problème de tenue de route. Verstappen fait pour sa part jeu égal avec la Sauber de Karl Wendlinger, l'Arrows de Taki Inoue et la Minardi de Luca Badoer mais est contraint à l'abandon au seizième tour à la suite d'un problème d'embrayage alors qu'il était quatorzième. Ce premier Grand Prix montre les progrès de l'écurie par rapport à la saison 1994, Verstappen tourne en course en moyenne cinq secondes de plus que les Williams FW17 et les Benetton B195 et se révèle être même plus rapide que les Footwork FA16 et Minardi M195, deux monoplaces de milieu de grille,,,.

#### Grand Prix d'Argentine

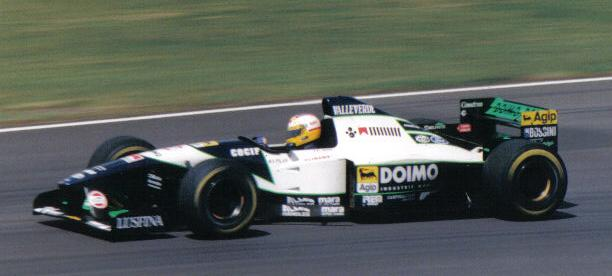
La Minardi M195 rend cinq dixièmes à la Simtek S951 à Buenos Aires.

En Argentine, lors de la première session d'essais libres, Jos Verstappen tourne en 2 min 01 s 293 et Schiattarella en 2 min 03 s 603 ; s'ils devancent une dizaine de monoplaces, la météo extrêmement changeante, des trombes d'eau inondant la piste et provoquant des aquaplanages, des têtes-à-queues et de nombreuses sorties de piste, ne permet pas d'étalonner réellement les Simtek face à leurs concurrentes,. Lors des qualifications de l'après-midi, l'intensité de la pluie reste constante durant toute la session et les pilotes Simtek bouclent peu de tours. Verstappen, auteur du vingt-et-unième temps provisoire, tourne en 2 min 02 s 410 et Schiattarella, vingt-deuxième, en 2 min 02 s 806, le meilleur temps étant établi par Rubens Barrichello en 1 min 56 s 746,.
Le samedi matin, la seconde séance d'essais libres se déroule sur une piste sèche. Dans ces conditions, Verstappen évolue en 1 min 37 s 034 et se classe dix-neuvième temps, à 5,6 secondes du meilleur temps établi par le pilote Benetton Michael Schumacher, mais devant les pilotes de la Scuderia Minardi. Son équipier se contente du vingt-cinquième et avant-dernier temps de la séance, en 1 min 38 s 633
Vingt minutes avant le début de la seconde séance de qualification, un déluge s'abat sur le circuit où les conditions de piste sont encore pire que la veille. Domenico Schiattarella est le premier pilote en piste, dix minutes après le début de la session ; il rentre toutefois sans même tenter de boucler un tour chronométré. À dix minutes du terme, la piste est enfin praticable et quasiment tous les pilotes se ruent dans quelques ultimes tentatives pour améliorer leur performance du vendredi. Verstappen et Schiattarella s'illustrent en obtenant les douzième et dix-neuvième temps de la séance. Le Néerlandais, en 1 min 57 s 231, réalise la meilleure performance en qualifications de l'écurie en obtenant la quatorzième place sur la grille de départ, à moins de 4 secondes de la pole position du pilote Williams David Coulthard ; Schiattarella, qui doit se contenter du vingtième temps en 1 min 59 s 539, devance toutefois la Sauber C14 de Karl Wendlinger et est plus rapide de 2 à 6 secondes que les Pacific PR02 et Forti FG01-95, les deux monoplaces les moins performantes du plateau,,.
La journée du dimanche se déroule dans des conditions climatiques plus favorables. Lors de la séance d'échauffement du matin, Verstappen réalise le dix-neuvième temps, en 1 min 35 s 735, à 4 secondes de Damon Hill. Son équipier, plus lent de plus d'une seconde et demi, est vingt-et-unième de cette séance.
En course, après l'organisation d'un second départ causé par l'accident du pilote Ferrari Jean Alesi, Verstappen se retrouve dixième dès le premier tour tandis que son coéquipier est quatorzième. Au neuvième tour, le Néerlandais gagne une position, puis se retrouve septième cinq boucles plus tard. Au neuvième tour, Schiattarella rétrograde en dix-neuvième position mais il remonte ensuite au classement et prend la treizième place au dix-septième tour, quand Verstappen atteint la sixième place, dans la zone des points. Le Néerlandais garde cette position pendant cinq tours avant d'être victime d'un problème de boîte de vitesses qui le fait chuter au douzième rang au vingt-troisième tour, où il abandonne. Schittarella profite des très nombreux abandons pour terminer la course en neuvième position, à quatre tours du vainqueur Damon Hill ; il devance de cinq tours les deux Forti Corse. L'Italien réussit la meilleure performance de l'écurie depuis la neuvième place de Jean-Marc Gounon au Grand Prix de France 1994,,.

#### Grand Prix de Saint Marin
Une semaine après le Grand Prix d'Argentine, quatre séances d'essais en Europe sont réalisées simultanément. Forti Corse n'y prend pas part, préférant se concentrer sur le développement de sa FG01-95 en soufflerie tandis que Simtek ne peut y participer en raison des difficultés financières qui minent l'écurie. Simtek accuse en outre des factures impayées à l'endroit de Ford-Cosworth pour la fourniture des moteurs lors des deux premières manches de la saison.
À Saint-Marin, le vendredi du Grand Prix, Nick Wirth, Barbara Weiler (la présidente de Simtek), Rudolf Ratzenberger (le père de Roland) et Hermann Wallner (le meilleur ami du pilote décédé) déposent une gerbe de fleurs, un drapeau autrichien et allument quelques cierges à Tosa où Roland Ratzenberger a eu son accident mortel l'année précédente.
Bien que ne disposant que de peu de moyens, Simtek introduit une évolution sur la S951 au niveau de la suspension arrière. Le tirant de suspension est désormais caréné, ce qui ajoute un troisième profil d'aile dans cette zone afin d'améliorer son efficacité aérodynamique.

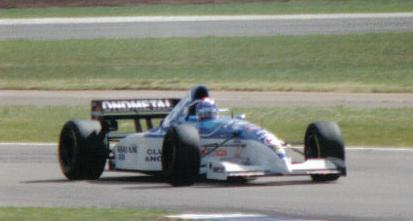
La Tyrrell 023 est plus lente que la Simtek S951 à Imola.

Lors des premiers essais libres, Jos Verstappen, auteur du vingtième temps, tourne en 1 min 34 s 299 et Schiattarella, vingt-troisième, en 1 min 35 s 500 ; ils ne devancent que les pilotes de Pacific Racing et de Forti Corse, ainsi que la Minardi M195 de Pierluigi Martini,. Les deux pilotes améliorent leurs performances à l'occasion de la première séance de qualification où Verstappen tourne en 1 min 32 s 156 et son coéquipier en 1 min 33 s 965, obtenant ainsi les seizième et vingt-troisième places provisoires sur la grille,.
Le samedi matin, lors de la deuxième séance d'essais libres, Jos Verstappen réalise le seizième temps, en 1 min 32 s 237, évoluant à près de quatre secondes de Damon Hill (Williams). Domenico Schiattarella tourne en 1 min 33 s 726 et se classe dix-neuvième de la séance.
S'ils n'améliorent pas leurs performances de la veille lors de la seconde phase qualificative, les pilotes Simtek confirment leur présence en milieu de grille lors de cette séance : Verstappen effectue le quatorzième temps en 1 min 32 s 425 et devance son équipier, auteur du dix-neuvième temps en 1 min 34 s 064. Ainsi, le Néerlandais obtient la dix-septième place sur la grille de départ, à presque 5 secondes de la pole position de Michael Schumacher. Domenico Schiattarella, vingt-troisième sur la grille de départ, devance les deux Forti de Roberto Moreno et Pedro Diniz et la Pacific de Andrea Montermini,.
Le lendemain, lors de la séance d'échauffement (warm-up), le ciel est totalement bouché et la température s'est considérablement rafraîchie. Le revêtement du circuit, qui a été réasphalté, est devenu extrêmement glissant ; Verstappen, comme de nombreux autres pilotes, se fait piéger par les conditions de course, part à la faute mais réussit à ne pas abîmer sa monoplace. Verstappen et Schiattarella se classent respectivement treizième et quinzième de cette séance, à plus de neuf secondes de Jean Alesi Ferrari, et devance une dizaine de pilotes qui ont peu tourné ou effectué des tours très lents.
La course se déroule sur une piste humide et, bien que la pluie ait cessé, tous les pilotes ont chaussé des pneus pluie. Verstappen gagne quatre places à l'issue du premier tour alors que son coéquipier est vingt-et-unième, puis dix-huitième trois boucles plus tard. Verstappen est onzième au troisième tour ; il dépasse Heinz-Harald Frentzen (Sauber) deux boucles plus loin, Ukyo Katayama (Tyrrell Racing) ensuite et profite de l'arrêt aux stands de Rubens Barrichello (Jordan Grand Prix) pour atteindre la huitième position au neuvième tour. Au suivant, le Néerlandais rétrograde en treizième position, gagne une place et finit par abandonner dans le quinzième tour à la suite d'une casse de boîte de vitesses. Schiattarella, quatorzième au vingt-cinquième tour, abandonne dix tours plus loin tour à cause d'une casse de suspension arrière. Le rythme de course de la S951 est supérieur à celui des Tyrrell 023 : en effet, dans son meilleur tour, Schiattarella est 1,7 seconde plus rapide que Katayama, le plus rapide de l'écurie de Ken Tyrrell,,,,.
À l'issue de ce Grand Prix, des rumeurs prétendent que Flavio Briatore, le patron de Benetton Formula, pourrait rappeler Verstappen au sein de son écurie en cours de saison et ainsi remplacer Johnny Herbert, qui serait rétrogradé chez Simtek. En effet, Briatore est l'agent de ces deux pilotes et se montre mécontent de Herbert, peu performant au sein de l'écurie italienne, d'autant plus qu'il a été dominé par Verstappen en course.

### Un manque de budget associé à une forte dette entraîne la faillite de l'écurie

#### Grand Prix d'Espagne
Après la première manche européenne de la saison, des rumeurs de paddocks annoncent que Simtek ne se rendra pas à Barcelone pour disputer le Grand Prix d'Espagne. Nick Wirth y met fin en révélant que Domenico Schiattarela, qui devait initialement piloter pendant toute la première la moitié de la saison, laissera son baquet à Hideki Noda à l'issue du Grand Prix de Monaco, cinquième manche du championnat. Wirth cherche ainsi à rassurer les commanditaires personnels du Japonais qui n'ont toujours pas versé leur contribution promise à l'entame de la saison. La presse spécialisée révèle également que les bonnes performances de Jos Verstappen ont attiré l'attention d'un riche Hollandais qui souhaite acheter Simtek dont le capital est réparti entre Nick Wirth (60 %), Conrad Schmidt (10 %) et Barbara Behlau, une femme d'affaires monégasque qui détient les 30 % restants. Cet investisseur pourrait procéder au rachat des parts de Schmidt et de Behlau dès le Grand Prix de Monaco, ce qui apporterait de nouvelles ressources financières pour permettre à Nick Wirth de développer la S951.
Le vendredi soir du Grand Prix de Barcelone, à l'occasion d'un dîner qui réunit de nombreuses personnalités du monde de la Formule 1, Flavio Briatore s'entretient avec Christian Contzen, le directeur de Renault Sport qui motorise les deux écuries les plus performantes du plateau, Williams F1 Team et Benetton Formula. Briatore expose à cette occasion sa vision future de la discipline : « Les grandes écuries doivent aider les petites en les prenant en charge partiellement. La répartition des équipements technologiques entre toutes les équipes est un bienfait général. Tout le monde nous accuse d'avoir bradé Jos Verstappen en le transférant chez Simtek. En fait, nous le prêtons à Simtek, c'est une pratique courante en football. Grâce à lui, les Simtek n'ont jamais été aussi bien placées au départ. Benetton fournit également Simtek en boîtes de vitesses. Maintenant, c'est aux autres top teams de nous imiter. »
Les premiers essais libres du Grand Prix d'Espagne voient les pilotes de l'écurie Simtek évoluer en milieu de peloton : Verstappen réalise le douzième temps en 1 min 28 s 907, tandis que Schiatarella est seizième en 1 min 29 s 534, rendant 5,4 secondes à Michael Schumacher (Benetton). Lors de la première séance de qualifications, Jos Verstappen tourne en 1 min 27 s 666, ce qui lui assure la dix-septième place provisoire sur la grille de départ ; Schiatarella, en 1 min 28 s 312, est vingt-et-unième.
Le lendemain, Le Hollandais prend la dix-septième place de la seconde séance d'essais libres, avec un meilleur temps établi en 1 min 26 s 851, à 4,3 secondes de Damon Hill. Schiattarella évolue en 1 min 27 s 514 et se classe vingtième de cette session. Lors de la seconde session de qualification, tous les pilotes sans exception améliorent leurs performances. Verstappen, en 1 min 25 s 827, obtient le seizième rang sur la grille, à plus de quatre secondes de la pole position de Michael Schumacher tandis que Schiattarella, en difficulté avec sa boîte de vitesses tout comme son équipier, obtient le vingt-deuxième temps en 1 min 27 s 575 et devance les pilotes des écuries Pacific et Forti,,,.
Lors du warm-up du dimanche matin, Schiattarella ne fait que deux tours lents. Son équipier effectue le seizième temps, en 1 min 27 s 084, à 3,6 secondes de Schumacher.
En course, Verstappen perd une place dès le premier tour alors que Schiattarella dépasse la Sauber de l'Autrichien Karl Wendlinger. Au seizième tour, les Simtek profitent des arrêts aux stands pour occuper les treizième et dix-neuvième places. Quatre boucles plus loin, Verstappen s'arrête au stand et repart dix-huitième alors que son coéquipier est quinzième. Schiattarella s'arrête au vingt-troisième tour et repart vingtième. Les deux Simtek stagnent dans le peloton jusqu'à la ligne d'arrivée. Verstappen, en difficulté durant toute la course car il a perdu l'usage du deuxième rapport de sa boîte de vitesses, termine douzième à deux tours du vainqueur Schumacher ; Schiattarella termine quinzième et dernier, avec quatre tours de retard. Pour la première et unique fois de la saison, les deux Simtek terminent la course, qui plus est à un rythme honorable puisqu'elles devancent les Minardi M195 d'une seconde au tour,,,.

#### Grand Prix de Monaco
Au Grand Prix de Monaco, Nick Wirth révèle que, depuis son engagement en Formule 1, son écurie a accumulé six millions de livres sterling de dettes, notamment en raison de la défection des commanditaires d'Hideki Noda, dont Tenoras, qui devaient apporter un complément de budget dès le début de saison mais se sont brusquement retirés à la suite du séisme de Kōbe. D'autre part, le partenariat avec la boisson énergétique XTC, dont les logos ornent l'aileron arrière de la monoplace lors des trois premiers Grands Prix, vire au cauchemar quand les relevés de virement bancaire se révèlent être falsifiés : en réalité, XTC n'a jamais versé de contrepartie financière à Simtek. En désespoir de cause, Nick Wirth ne voit comme solution pérenne que la revente de son écurie. Il propose ses parts dans l'équipe à son pilote Jos Verstappen et à David Spears, le propriétaire de l'écurie Super Nova Racing engagée en Formule 3000. Tom Walkinshaw, fondateur du Tom Walkinshaw Racing et directeur de Ligier est également approché, de même que David Richards, fondateur de la société Prodrive, spécialisée dans la préparation automobile et le sport automobile et basée à Banbury, mais aucun ne se montre intéressé par la reprise de l'écurie. Un symbole des difficultés croissantes de Wirth est le fait que Simtek ne dispose plus que de trois boîtes de vitesses pour disputer l'intégralité du Grand Prix de Monaco,.
Lors des premiers essais libres de la manche monégasque, Domenico Schiattarella, seizième de la séance, se montre plus en verve que son coéquipier puisqu'il tourne en 1 min 29 s 737 quand le Hollandais, seulement vingt-quatrième, évolue en 1 min 33 s 821. Lors de la première manche qualificative disputée l'après-midi, Verstappen reprend l'avantage en 1 min 29 s 491 mais ne devance son coéquipier que de 48 millièmes de seconde. Les deux pilotes occupent les dix-neuvième et vingtième places provisoires sur la grille. Le lendemain, l'Italien, auteur du vingt-deuxième temps de la deuxième séance d'essais libres, démontre qu'il est plus à l'aise que son partenaire dans les rues de Monaco puisqu'il tourne en 1 min 30 s 495 contre 1 min 31 s 265 pour Verstappen, vingt-cinquième, qui, de plus, effectue une sortie de piste. Lors de la dernière session de qualification, Schiattarella, grâce à un tour bouclé en 1 min 28 s 337, obtient la vingtième place sur la grille de départ (à plus de 6 secondes de la pole position de Damon Hill) et devance pour la première fois de la saison Verstappen (1 min 30 s 015), vingt-troisième sur la grille,,,.
À l'occasion du warm-up du dimanche matin, Verstappen domine son équipier en réalisant le vingtième temps en 1 min 31 s 045 ; Schiattarella est vingt-et-unième en 1 min 31 s 427, à sept secondes de Jean Alesi (Ferrari).
Au départ de la course, Damon Hill jaillit de la pole position, suivi par Michael Schumacher. Derrière, trois pilotes roulent de front ; Gerhard Berger est à gauche de la piste, David Coulthard au milieu et Jean Alesi à droite. Coulthard tasse Berger qui touche le rail et rebondit vers la piste ; Coulthard l'évite en se rabattant sur Alesi et escalade sa monoplace tandis que Berger percute également le Français. Derrière, sept voitures s'accrochent pour éviter le carambolage ou calent en pleine piste. Le drapeau rouge est sorti et un second départ est donné. Schiattarella, impliqué dans les incidents du premier départ ne peut prendre part à la course car Simtek n'a pas de voiture de secours (« voiture-mulet ») à proposer à son pilote. Verstappen s'aligne pour le second départ mais casse sa boîte de vitesses dès les premiers hectomètres de course,,.

#### Forfait au Canada et tentative de sauvetage de l'écurie

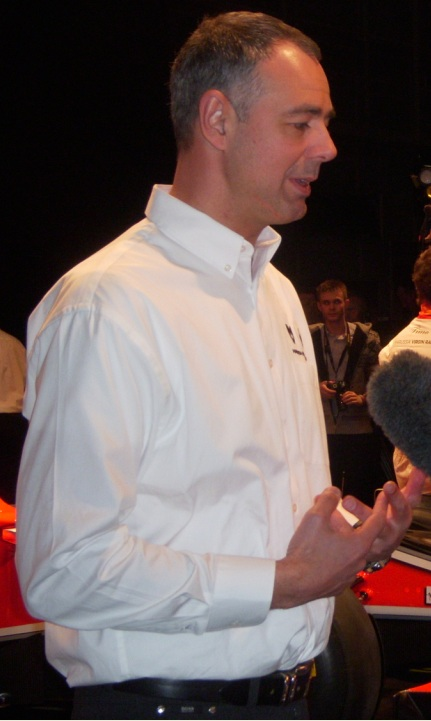
Nick Wirth, ici en 2011, ferme son écurie après moins d'une saison et demie passée en Formule 1.

Faute de moyens financiers, l'écurie annonce qu'elle envisage de renoncer à se rendre au Grand Prix du Canada. Nick Wirth poursuit ses recherches de crédits et démarche d'éventuels commanditaires pour pouvoir participer au Grand Prix de France. Parallèlement, il reste en négociation avec l'éventuel repreneur hollandais. En effet, si l'équipe était rachetée, le bol d'air financier encouragerait les « commanditaires historiques » que sont MTV, Korean Air et Russel Athletic à poursuivre avec Simtek ce qui permettrait d'assurer le développement d'une S951 qui n'a presque pas évolué depuis le début de la saison.
Le jeudi 1er juin, une semaine après le Grand Prix de Monaco, Nick Wirth tient une conférence de presse et confirme officiellement que Simtek déclare forfait pour le Grand Prix du Canada. « Aujourd'hui est un jour très triste pour toutes les personnes impliquées dans le projet Simtek Grand Prix. Vendredi dernier, à Monaco, j'ai expliqué aux journalistes des divers médias internationaux nos problèmes actuels liés à la défection d'un de nos partenaire qui n'a pas pu remplir ses obligations. Je me suis largement exprimé sur notre situation : si une solution de secours n'est pas trouvée pour remplacer les fonds manquants cette semaine, l'avenir de l'écurie est directement menacé. Tout au long du week-end à Monaco, lors de réunions interminables, nos sponsors, partenaires et créanciers nous ont demandé de continuer mais aucun d'entre eux n'a pour autant engagé les fonds pour nous permettre de le faire. Ces derniers mois, l'équipe a démontré son potentiel, lié en grande partie au travail de notre pilote hollandais. Jos, qui sortait d'une première saison difficile chez Benetton, a montré un engagement absolu envers Simtek Grand Prix. Inévitablement, nous avons tissé de forts liens avec la Hollande et beaucoup de nos discussions de partenariat récentes ont été menées avec des entreprises et des particuliers néerlandais. Pourtant, et cela est particulièrement décevant, nous n'avons pas su nous attirer le soutien que nous attendions de ce pays. Mes partenaires, Barbara Behlau et Konrad Schmidt, nos sponsors et nos fournisseurs ont fait preuve de dévouement et d'un grand soutien à l'équipe tout au long de notre brève aventure en Formule 1 ; ce sera une tragédie si ceux qui envisagent de soutenir l'écurie ne prennent pas une décision à temps. »,.
Jos Verstappen complète les déclarations de son patron en déclarant dans le même temps : « Je suis très en colère de ne pas courir au Canada. J'aime piloter la Simtek S951 et, grâce à mon poste d'essayeur chez Benetton, j'ai la possibilité de comparer les deux monoplaces. Je peux ainsi constater que Simtek travaille avec la bonne approche technique. Il est vraiment dommage qu'à cause de problèmes de sponsoring, Simtek ne puisse pas démontrer tout le potentiel de la voiture. »
En 1996, le pilote néerlandais revient sur son engagement avec Simtek : « Quand j'ai signé pour Simtek, j'étais persuadé que la situation budgétaire de l'équipe n'était pas aussi catastrophique qu'elle l'était en réalité. Malgré ce manque de moyens, la Simtek était une assez bonne voiture ».
Les négociations avec d'éventuels partenaires hollandais ayant échoué, Simtek demande à MTV ainsi qu'à Russel Athletic et Korean Air d'augmenter leurs financements ; ceux-ci n'acceptent qu'à condition que l'écurie assainisse ses bases financières. La presse spécialisée annonce que MTV, via sa filiale Viacom, société de production et de distribution de films, propriétaire de Paramount Pictures, pourrait soutenir l'écurie en se servant des monoplaces comme support publicitaire pour la promotion du film Forrest Gump, qui a déjà engendré un bénéfice de 56 millions de dollars au premier trimestre de l'année 1995.
Afin de ne pas accroître les difficultés de l'écurie, Bernie Ecclestone, le propriétaire des droits commerciaux de la Formule 1, décide de ne pas infliger une amende à Simtek pour son forfait du Canada. Pour cela, il privilégie la lettre à l'esprit du règlement en démontrant que, au moment où les faits se produisent, les accords Concorde stipulent que les écuries s'engagent à disputer les seize courses du championnat, or en 1995, le championnat comporte dix-sept épreuves : un forfait d'une course ne peut donc pas être sanctionné.

#### Disparition de Simtek et Simtek Research
Simtek, incapable de mettre au point un plan de sauvetage, est mis en liquidation judiciaire à la mi-juin 1995, Nick Wirth préférant cesser son activité plutôt que d'accumuler encore les dettes. Simtek devient la dixième écurie de Formule 1 à disparaitre en quatre ans après AGS, Coloni, Modena Team, Andrea Moda Formula, March, Brabham, Fondmetal, Scuderia Italia, Lotus et Larrousse. Une trentaine d'employés est mise au chômage tandis que Nick Wirth tente d'assurer la survie de son bureau d'études Simtek Research.
Quelques jours plus tard, le bureau d'études Simtek Resarch est également déclaré en faillite. Au total, quarante-huit employés sont licenciés. L'agence Touche Ross est chargée de trouver un repreneur avant le Grand Prix de France, le 2 juillet, puis en cas d'échec, de procéder à la liquidation des sociétés pour rembourser les créanciers. Les actifs se composent de deux usines dernier cri à Banbury, constituées d'une soufflerie, d'un bureau d'étude disposant de matériel informatique de dernière génération, d'un atelier de réalisation de maquettes, d'un atelier de fabrication de pièces détachées, et d'un atelier de montage. David Richards, le patron de Prodrive qui occupe les locaux jouxtant ceux de Simtek, se montre intéressé par l'achat d'une partie des actifs.
Lors de la vente aux enchères, le châssis S951/1, généralement mis à disposition de Verstappen, est vendu 18 000 livres, tandis que celui de Schiattarella (S951/2) est vendu 16 000 livres. Deux Simtek S941 de la saison précédente sont vendues pour moins de 10 000 livres. Un châssis et des pièces détachées sont achetés par Ford-Cosworth, un des créanciers de Simtek, qui souhaite l'exposer dans ses ateliers, aux côtés d'une Jordan 191. Le camion de transport des voitures est acquis pour 48 000 livres par une écurie disputant le championnat britannique des voitures de tourisme ; un tableau d'affichage de piste est adjugé 100 livres, un pneumatique Goodyear utilisé par Verstappen à Monaco a été adjugé pour 10 livres et un VTT offert par Roland Ratzenberger à Wirth à l'occasion de son premier Grand Prix 420 livres. Au total, la vente aux enchères permet de récolter 250 000 livres, loin de combler les 6 millions de livres de dettes,.
Nick Wirth est rapidement contacté par Ferrari, Sauber et Benetton Formula, McLaren Racing démentant rapidement les rumeurs de son recrutement. Les contacts avec Ferrari cessent assez tôt car l'équipe italienne ne voit pas comment intégrer Wirth dans sa structure d'ingénierie. Peter Sauber se dit impressionné par les résultats de Simtek en dépit du manque de moyens et envisage d'associer Wirth à son ingénieur Paul Crooks pour concevoir la Sauber de la saison 1996 qui doit disposer du nouveau moteur Ford V10. Finalement, Nick Wirth, désireux de rester en Angleterre, accepte la proposition d'emploi de Benetton et, après le départ de Rory Byrne et Ross Brawn en 1997, devient ingénieur en chef de l'écurie,.
Les deux châssis S951 ne sont pas utilisés pendant plus de dix ans mais font leur réapparition en 2006, dans le cadre du championnat EuroBoss, un championnat de Formule 1 historique qui permet à des pilotes amateurs de s'affronter sur diverses pistes européennes au volant de monoplaces de plus de dix ans. Le gentleman-driver Paul Smith engage ainsi une monoplace au sein de l'écurie DuPaul Engineering, l'autre étant pilotée par Peter Alexander, propriétaire de l'écurie de Formule Ford PA Motorsport.

## Résultats en championnat du monde de Formule 1
| Saison | Écurie          | Moteur               | Pneus    | Pilotes                | Courses | Courses | Courses | Courses | Courses | Courses | Courses | Courses | Courses | Courses | Courses | Courses | Courses | Courses | Courses | Courses | Courses | Points inscrits | Classement |
| Saison | Écurie          | Moteur               | Pneus    | Pilotes                | 1       | 2       | 3       | 4       | 5       | 6       | 7       | 8       | 9       | 10      | 11      | 12      | 13      | 14      | 15      | 16      | 17      | Points inscrits | Classement |
| ------ | --------------- | -------------------- | -------- | ---------------------- | ------- | ------- | ------- | ------- | ------- | ------- | ------- | ------- | ------- | ------- | ------- | ------- | ------- | ------- | ------- | ------- | ------- | --------------- | ---------- |
| 1995   | MTV Simtek Ford | Ford-Cosworth EDB V8 | Goodyear |                        | BRÉ     | ARG     | SMR     | ESP     | MON     | CAN     | FRA     | GBR     | ALL     | HON     | BEL     | ITA     | POR     | EUR     | PAC     | JAP     | AUS     | 0               | 13e        |
| 1995   | MTV Simtek Ford | Ford-Cosworth EDB V8 | Goodyear | Domenico Schiattarella | Abd     | 9e      | Abd     | 15e     | Abd     |         |         |         |         |         |         |         |         |         |         |         |         | 0               | 13e        |
| 1995   | MTV Simtek Ford | Ford-Cosworth EDB V8 | Goodyear | Jos Verstappen         | Abd     | Abd     | Abd     | 12e     | Abd     |         |         |         |         |         |         |         |         |         |         |         |         | 0               | 13e        |

Légende : ici 